# رودريغز موريرا
رودريغز موريرا (11 أبريل 1987 بإسبيريتو سانتو في البرازيل - ) هو لاعب كرة قدم برازيلي في مركز الوسط. لعب مع نادي بودابست هونفيد ونادي سونغ لام نغي أن ونادي كليرمونت 63.

## وصلات خارجية
- رودريغز موريرا على موقع قاعدة بيانات كرة القدم.إي يو (الإنجليزية)
- رودريغز موريرا على موقع Soccerway.com (الإنجليزية)